# Сашими
Sashimi (刺身) је јапански кулинарски специјалитет који се прави од свеже и сирове рибе, најчешће исецкане на танке комадиће. Име сашими у буквалном преводу значи пробушено месо од 刺し - саши (пробушено или набодено) и 身 - ми (тело или месо). Овај назив датира још из Муромачи периода (1336-1573), када је могуће настао од речи 切る - киру (сећи). Међутим, овај термин је такође имао и дубље значење за самураје тог времена и стога неприкладан за један такав кулинарски назив. Постоји и мишљење да је назив потекао од обичаја да се кроз танке нареске рибе прободу реп и пераја; како би се на симболички начин обележио чин једења рибе. 
Неретко се дешава да људи који нису упознати са јапанском кухињом мешају сашими са једним сасвим другачијим јапанским јелом, сушијем. Суши се односи на свако јело које је направљено са додатком пиринчаног сирћета; иако је суши направљен од сирове рибе честа појава, такође постоји и суши од куване рибе или потпуног изостављања рибе као састојка.
Сашими се обично први сервира, за време формалног јапанског обедовања. Међутим може да буде и вид главног јела који се сервира уз кувани пиринач и мисо супу у одвојеним посудама. Многи Јапанци сматрају да сашими треба јести први како се његов укус не би „убио“ осталим зачинима других јела. Сашими стога представља најфиније и истанчаније јело јапанске кухиње. 
Најукуснији сашими, прави се од лососа (традиционално не јапанске рибе) и лигњи. Међутим, исто тако добар сашими може да се направи и од шкампи, туне, хоботнице и сл. Постоје и сашими рецепти од хоботнице који се ипак термички обрађују, узимајући у обзир жилавост њеног меса.
Неки сашими специјалитети могу бити и смртоносно опасни по човека; што је случај са сашимијем спремљеним од фугу рибе.
Сашимију се најчешће придодају свежи зачини као што је азијска бела ротквица (Даијкон), најчешће сервирани у облику дуго исечених и танких штапића заједно са зеленом перилом. Чест је и укишељени ђумбир (Гари), као и васаби. Васаби паста се често меша са соја сосом ради допуне укуса сос-умака, што је међутим реткост током јела сушија. Још једна предност сервирања васабија уз сашими је његово антибактеријско и антипаразитско својство, које је доста корисно при конзумирању сирове рибе. 
Такође се јавља и еколошки проблем; услед велике популарности сашимија од плаворепе туне, њихова врста је дошла на листу критично угрожених врста.